# Облапы
Обла́пы (укр. Облапи) — село в Дубовской сельской общине Ковельского района Волынской области Украины.
Код КОАТУУ — 0722185601. Население по переписи 2001 года составляет 916 человек. Почтовый индекс — 45023. Телефонный код — 3352. Занимает площадь 0,42 км².